# Arroio Iruí
Arroio Iruí är ett vattendrag i Brasilien.   Det ligger i delstaten Rio Grande do Sul, i den södra delen av landet, 1 700 km söder om huvudstaden Brasília.
Trakten runt Arroio Iruí består till största delen av jordbruksmark. Runt Arroio Iruí är det mycket glesbefolkat, med 2 invånare per kvadratkilometer.